# Батенхајм
Батенхајм (фр. Battenheim) је насеље и општина у источној Француској у региону Алзас, у департману Горња Рајна која припада префектури Милуз.
По подацима из 2011. године у општини је живело 1355 становника, а густина насељености је износила 80,27 становника/km². Општина се простире на површини од 16,88 km². Налази се на средњој надморској висини од 225 метара (максималној 231 m, а минималној 223 m).

## Демографија
| 1962. | 1968. | 1975. | 1982. | 1990. | 1999. | 2011. |
| ----- | ----- | ----- | ----- | ----- | ----- | ----- |
| 620   | 757   | 813   | 1.003 | 1.174 | 1.322 | 1.355 |

График промене броја становника у току последњих година